# Quetchehueca
Quetchehueca (del idioma yaqui: "Árbol hueco") es un ejido del municipio de Cajeme, ubicado en el sur del estado mexicano de Sonora, en la región del valle del Yaqui. Según los datos del Censo de Población y Vivienda realizado en 2020 por el Instituto Nacional de Estadística y Geografía (INEGI), Quetchehueca tiene un total de 3002 habitantes. Se fundó en octubre de 1938 luego de que se realizara la primera repartición de tierras por parte del gobierno mexicano para el uso agrario.

## Geografía
Quetchehueca se sitúa en las coordenadas geográficas 27°15′50″ de latitud norte y 109°56'54" de longitud oeste del meridiano de Greenwich, a una elevación de 25 metros sobre el nivel del mar.

## Gobierno
Quetchehueca es una de las delegaciones de las que está a cargo la comisaría de Pueblo Yaqui. Por lo que el comisariado y el gobierno municipal de Cajeme designan a un delegado a cargo de la localidad para un periodo de 3 años generalmente.